# Chinezen in Jamaica
Chinese Jamaicanen zijn overzeese Chinezen in Jamaica of Jamaicanen met Chinees bloed. Tegenwoordig leven veel Chinese Jamaicanen buiten Jamaica.
De meeste Chinese Jamaicanen zijn Hakka en stammen af van Chinese contractarbeiders die midden 19e eeuw en vroege 20e naar het eiland kwamen. De eerste Chinees-Caraïbische waren de zestig mannen aan boord van de Whirlwind die van Hongkong voer op 11 maart 1860.
Interraciale huwelijken namen snel toe door tekort aan Chinese vrouwen op het eiland. De Chinese gemeenschap groeide en werd de op een na grootste Chinese gemeenschap in de Caraïben. Er waren meer Chinese Cubanen. De telling van 1946 Jamaica registreerde 12.394 Chinese Jamaicanen (2.818 in China geboren, 4.061 in Jamaica geboren en 5.515 met een Chinese vader).
Assimilatie heeft plaatsgevonden door de vele opvolgende generaties en maar enkele Chinese Jamaicanen kunnen tegenwoordig nog een Chinees dialect spreken. De meesten spreken Engels en Jamaicaans-Patois als moedertaal. De meerderheid heeft een Engels voornaam met Chinese achternaam. De Chinese keuken is de belangrijkste Chinese cultuur die de Chinese Jamaicanen hebben kunnen behouden.

## Beroemde Jamaicanen van Chinese afkomst
- Earl Chin
- Tiffany Chin Sim
- Tyson Beckford
- Jully Black
- Clive Chin
- Black Chiney
- Naomi Campbell (een achtste Chinees-Jamaicaans)
- G. Raymond Chang
- Phil Chen
- Lonny Chin
- Staceyann Chin
- Vincent en Patricia Chin
- Walter Chin
- Natasha Chang
- Albert Chong
- Mark Chung
- Dustin Chung
- Tami Chynn
- Omar Lye-Fook
- Saskia Garel
- Mona Hammond
- Joseph Hoo Kim
- Leslie Kong
- Bunny Lee
- Jon Hoo
- Kristin Kreuk (half Nederlands-Canadees, kwart Chinees-Indisch en een achtste Chinees-Jamaicaans)
- Byron Lee
- Michael Lee-Chin
- Nicole Lyn
- Sean Paul (een achtste Chinees-Jamaicaans)
- Karin Taylor
- Cornel Chin-Sue
- Rose Leon
- Ferdinand Yap-Sam
- Delroy Chuck
- Matthew Lee